# Arthur Haberlandt

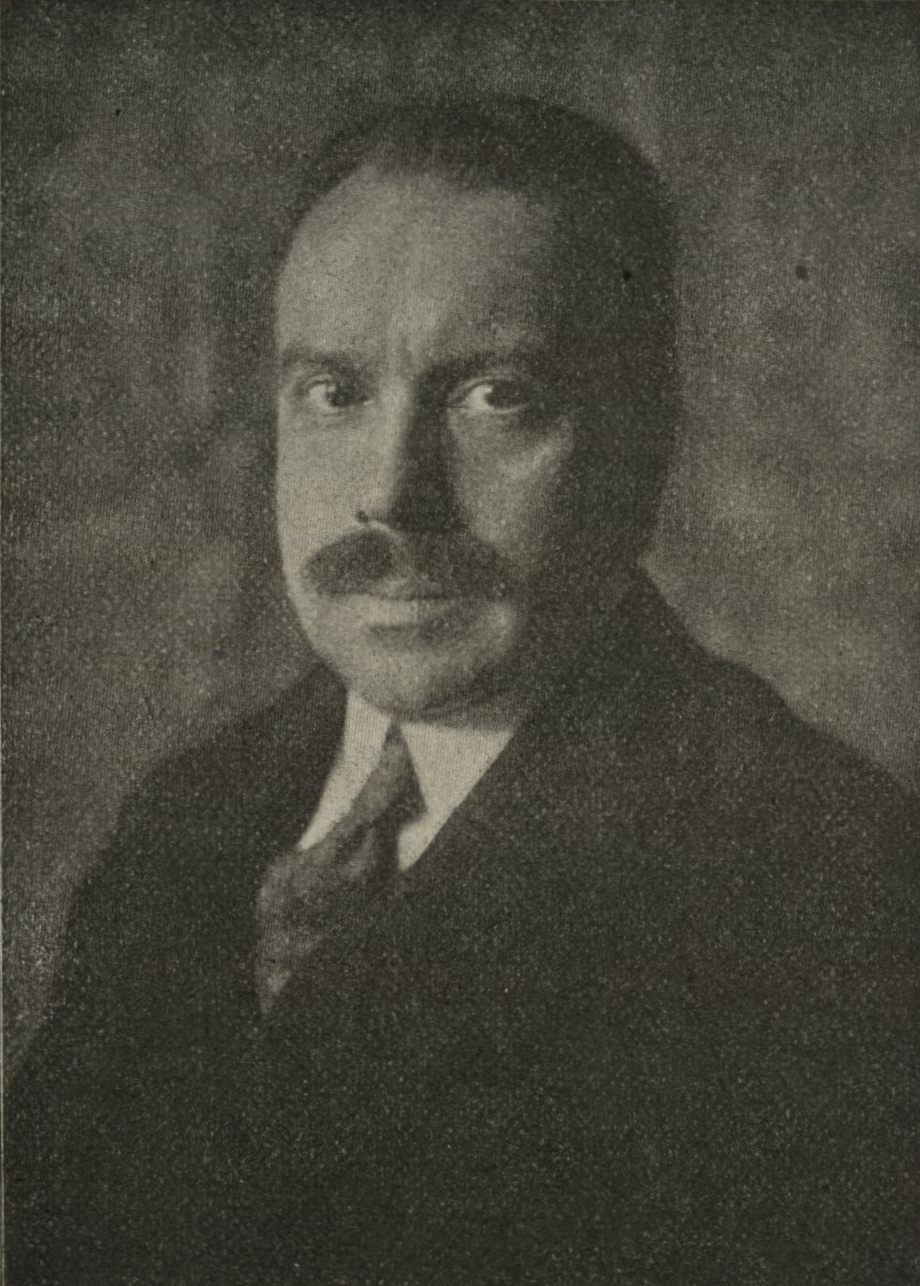
Aufnahme um 1927

Arthur Haberlandt (* 9. März 1889 in Wien; † 28. Mai 1964 ebenda) war ein österreichischer Volkskundler.

## Leben
Arthur Haberlandt setzte als Sohn des Indologen Michael Haberlandt dessen Erbe und Werk fort. Er studierte Anthropologie, Ethnologie und Prähistorik an der Universität Wien. 1911 erfolgte seine Promotion zum Dr. phil. bei Moriz Hoernes, 1914 habilitierte er sich. Im Ersten Weltkrieg wurde er auf dem Balkan verwundet. Als Direktor des Museums für Volkskunde in Wien, welches primär die Ethnographie der Völker der österreichisch-ungarischen Monarchie behandelte, und in der Herausgabe der „Wiener Zeitschrift für Volkskunde“ folgte er 1924 dem Vater.
Trotz zwei Weltkriegen enthält sein (wohl nicht vollständiges) Schriftenverzeichnis 635 Veröffentlichungen. Haberlandt beschäftigte sich mit der Volkskunst ganz Europas, speziell Deutschlands und Österreichs. Ein Hauptthema seiner Tätigkeit war die Bauernhausforschung. Er gilt als einer der bedeutendsten Vertreter der Volkskunde in Österreich und war als Universitätsprofessor der Lehrer einer ganzen Forschergeneration. Ein Gegner des Protestanten war der Leiter des Instituts für Volkskunde, Pater Wilhelm Schmidt, (SVD), dessen Kulturkreislehre er ablehnte. Dagegen setzte er einen vergleichenden Ansatz und den Begriff des Lebenskreises.
Seine exotisierenden Fotografien von Roma in Südosteuropa wurden im Ersten Weltkrieg als Propagandainstrument genutzt, um den Gegner als rückständig darzustellen. Die deutsche Annexion Österreichs 1938 begrüßte er sehr. Er wurde NSDAP-Mitglied und nahm als Oberleutnant am Zweiten Weltkrieg teil. Sein Generalsekretär im Museum war der Mythologe Karl von Spieß, der der NS-Bewegung angehörte. Während des Zweiten Weltkriegs agierte Haberlandt im Sinne der rassistischen nationalsozialistischen Politik und wurde von Alfred Rosenberg mit der „Leitung der volkskundlichen Arbeiten im Rahmen des Einsatzstabs Ost“ betraut. Deswegen wurde er nach 1945 entlassen und vorzeitig pensioniert. Er wurde am Sieveringer Friedhof bestattet.
Seine Leistungen wurden durch zahlreiche Auszeichnungen gewürdigt, beispielsweise durch das Österreichische Ehrenkreuz für Wissenschaft und Kunst I. Klasse.

## Schriften
- Die Holzschnitzerei im Grödner Tale. In: Werke der Volkskunst 2, Wien 1911, S. 1ff. (lusenberg.com/valgardena.html#Haberlandt Digitalisat Text; Tafeln).
- Prähistorisches in der Volkskunst Osteuropas. In: Werke der Volkskunst 2, 1913, S. 33ff.
- Volkskunst der Balkanländer, in ihren Grundlagen erläutert, Wien 1919.
- Volkskunde von Niederösterreich, Wien 1921.
- Volkskundliches aus Groß-Wien. In: Wiener Zeitschrift für Volkskunde 28, 1923, S. 1ff.
- Volkskunde und Vorgeschichte. In: Jahrbuch für historische Volkskunde 1, 1925, S. 5ff.
- Die volkskundliche Kultur Europas in ihrer geschichtlichen Entwicklung. In:  Illustrierte Völkerkunde II/2, Stuttgart 1926, S. 305ff.
- Die Volkstrachten der Alpen, Die österreichischen Alpen, Wien-Leipzig 1928, S. 298ff.
- Aufruf zur Mitarbeit am "Atlas der deutschen Volkskunde". In: Wiener Zeitschrift für Volkskunde 34, 1929, S. 121.
- Aberglaube und Vorurteile des Volkes in der Kinderpflege. In: Kinderärztliche Praxis 2, 1931, S. 186ff.
- Zur Wiederbelebung der Volkstracht. In: Volksbildung 13, 1933, S. 121ff.
- Deutsches Volkstum im Burgenland. In: Wiener Zeitschrift für Volkskunde 39, 1934, S. 3ff.
- Gürtel als Heiltum. In: Ernst Bargheer, Herbert Freudenthal (Hrsg.): Volkskunde-Arbeit. Zielsetzung und Gehalte, Berlin: de Gruyter 1934, S. 83–96.
- Die deutsche Volkskunde. Eine Grundlegung nach Geschichte und Methode im Rahmen der Geisteswissenschaften, Halle/Saale 1935.
- Das Gefüge der deutschen und slawischen Volkskultur im Umkreis der Tschechoslowakei. In: Heimatbildung 17, 1936, S. 58ff.
- Zur Darstellung des Lebensbaumes in der deutschen Volkskunst. In: Wiener Zeitschrift für Volkskunde 43, 1938, S. 33ff.
- Germanisches Erbe im Donauraum. In: Ernst Otto Thiele (Bearb.): Das germanische Erbe in der deutschen Volkskultur. Die Vorträge des 1. Deutschen Volkskundetages zu Braunschweig, Herbst 1938, München: Hoheneichen 1939, S. 84–90.
- Zum Alvismal, Deutsche Volkskunde V, München 1943, S. 159.
- Ein Kannenwagen als Festtranksbehälter. In: Mitteilungen der Anthropologischen Gesellschaft in Wien 80, 1950, S. 78ff.
- 60 Jahre vergleichende Bauernhausforschung im Rahmen der Anthropologischen Gesellschaft in Wien. In: Mitteilungen der Anthropologischen Gesellschaft in Wien 82, 1952, S. 22ff.
- Taschenwörterbuch der Volkskunde Österreichs, Wien 1953.
- Taschenwörterbuch der Volkskunde Österreichs. Der andere Teil, Wien 1959.